# Federico Guglielmo di Teschen
Federico Guglielmo di Teschen (9 novembre 1601 – Colonia, 19 agosto 1625) fu Duca di Teschen.

## Biografia
Egli era figlio del Duca Adamo Venceslao di Teschen e di sua moglie Elisabetta Kettler, figlia di Gottardo Kettler.
Sua madre morì dieci giorni dopo averlo messo alla luce e dopo la morte del padre, Federico Guglielmo venne sostenuto da molti nobili polacchi. Sua sorella, Elisabetta Lucrezia prese la reggenza in nome del giovane Federico Guglielmo. Crescendo venne educato dai Gesuiti nel collegio di Monaco.
Federico Guglielmo ritornò a Teschen nel 1624 ma fu presente sporadicamente sul territorio. La peste degli anni venti del XVII secolo infettò il ducato e molti cittadini morirono. Il Ducato venne inoltre colpito dalla Guerra dei Trent'anni ed invaso da molte forze. Nella sfera religiosa, fu principe tollerante e cercò di evitare i contrasti tra cattolici e protestanti. Totalmente votato alla politica, il Duca non si sposò mai e quando morì di malattia a Colonia, nel 1625, gli succedette la sorella Elisabetta Lucrezia.

## Ascendenza
|                                                    |                  |                                            | Genitori                                                                                 |  |  | Nonni |  |  | Bisnonni                |  |  | Trisnonni                       |  |
|                                                    |                  |                                            |                                                                                          |  |  |       |  |  | Venceslao II di Teschen |  |  | Casimiro II, VI duca di Teschen |  |
|                                                    |                  |                                            |                                                                                          |  |  |       |  |  | Venceslao II di Teschen |  |  | Casimiro II, VI duca di Teschen |  |
|                                                    |                  | Giovanna di Münsterberg                    |                                                                                          |  |  |       |  |  | Venceslao II di Teschen |  |  |                                 |  |
| Venceslao III Adamo, VII duca di Teschen           |                  |                                            |                                                                                          |  |  |       |  |  | Venceslao II di Teschen |  |  |                                 |  |
|                                                    |                  | Anna di Brandeburgo-Ansbach-Kulmbach       | Federico I, III margravio di Brandeburgo-Ansbach e VII margravio di Brandeburgo-Kulmbach |  |  |       |  |  |                         |  |  |                                 |  |
|                                                    |                  | Anna di Brandeburgo-Ansbach-Kulmbach       | Federico I, III margravio di Brandeburgo-Ansbach e VII margravio di Brandeburgo-Kulmbach |  |  |       |  |  |                         |  |  |                                 |  |
|                                                    |                  | Anna di Brandeburgo-Ansbach-Kulmbach       | Sofia di Polonia                                                                         |  |  |       |  |  |                         |  |  |                                 |  |
| Adamo Venceslao, VIII duca di Teschen              |                  | Anna di Brandeburgo-Ansbach-Kulmbach       |                                                                                          |  |  |       |  |  |                         |  |  |                                 |  |
|                                                    |                  | Francesco I, IX duca di Sassonia-Lauenburg | Magnus I, VIII duca di Sassonia-Lauenburg                                                |  |  |       |  |  |                         |  |  |                                 |  |
|                                                    |                  | Francesco I, IX duca di Sassonia-Lauenburg | Magnus I, VIII duca di Sassonia-Lauenburg                                                |  |  |       |  |  |                         |  |  |                                 |  |
|                                                    |                  | Francesco I, IX duca di Sassonia-Lauenburg | Caterina di Brunswick-Wolfenbüttel                                                       |  |  |       |  |  |                         |  |  |                                 |  |
| Sidonia Caterina di Sassonia-Lauenburg             |                  | Francesco I, IX duca di Sassonia-Lauenburg |                                                                                          |  |  |       |  |  |                         |  |  |                                 |  |
|                                                    |                  | Sibilla di Sassonia                        | Enrico IV, X duca di Sassonia                                                            |  |  |       |  |  |                         |  |  |                                 |  |
|                                                    |                  | Sibilla di Sassonia                        | Enrico IV, X duca di Sassonia                                                            |  |  |       |  |  |                         |  |  |                                 |  |
|                                                    |                  | Sibilla di Sassonia                        | Caterina di Meclemburgo-Schwerin                                                         |  |  |       |  |  |                         |  |  |                                 |  |
| Federico Guglielmo, IX duca di Teschen             |                  | Sibilla di Sassonia                        |                                                                                          |  |  |       |  |  |                         |  |  |                                 |  |
|                                                    | Gottardo Kettler | Gottardo Kettler                           |                                                                                          |  |  |       |  |  |                         |  |  |                                 |  |
|                                                    | Gottardo Kettler | Gottardo Kettler                           |                                                                                          |  |  |       |  |  |                         |  |  |                                 |  |
|                                                    | Gottardo Kettler | Margherita di Bronckhorst-Batenburg        |                                                                                          |  |  |       |  |  |                         |  |  |                                 |  |
| Gottardo Kettler, I duca di Curlandia e Semigallia | Gottardo Kettler |                                            |                                                                                          |  |  |       |  |  |                         |  |  |                                 |  |
|                                                    |                  | Sibilla di Nesselrode                      | Guglielmo di Nesselrode                                                                  |  |  |       |  |  |                         |  |  |                                 |  |
|                                                    |                  | Sibilla di Nesselrode                      | Guglielmo di Nesselrode                                                                  |  |  |       |  |  |                         |  |  |                                 |  |
|                                                    |                  | Sibilla di Nesselrode                      | Elisabetta di Birgell                                                                    |  |  |       |  |  |                         |  |  |                                 |  |
| Elisabetta Kettler                                 |                  | Sibilla di Nesselrode                      |                                                                                          |  |  |       |  |  |                         |  |  |                                 |  |
|                                                    |                  | Alberto VII, I duca di Meclemburgo-Güstrow | Magnus II, VI duca di Meclemburgo-Schwerin                                               |  |  |       |  |  |                         |  |  |                                 |  |
|                                                    |                  | Alberto VII, I duca di Meclemburgo-Güstrow | Magnus II, VI duca di Meclemburgo-Schwerin                                               |  |  |       |  |  |                         |  |  |                                 |  |
|                                                    |                  | Alberto VII, I duca di Meclemburgo-Güstrow | Sofia di Pomerania-Wolgast                                                               |  |  |       |  |  |                         |  |  |                                 |  |
| Anna di Meclemburgo-Güstrow                        |                  | Alberto VII, I duca di Meclemburgo-Güstrow |                                                                                          |  |  |       |  |  |                         |  |  |                                 |  |
|                                                    |                  | Anna di Brandeburgo                        | Gioacchino I, XI principe elettore di Brandeburgo                                        |  |  |       |  |  |                         |  |  |                                 |  |
|                                                    |                  | Anna di Brandeburgo                        | Gioacchino I, XI principe elettore di Brandeburgo                                        |  |  |       |  |  |                         |  |  |                                 |  |
|                                                    |                  | Anna di Brandeburgo                        | Elisabetta di Danimarca                                                                  |  |  |       |  |  |                         |  |  |                                 |  |
|                                                    |                  | Anna di Brandeburgo                        |                                                                                          |  |  |       |  |  |                         |  |  |                                 |  |